# Alpy Nadmorskie (departament)
Alpy Nadmorskie (fr. Alpes-Maritimes, wymowaⓘ) – francuski departament, położony w regionie Prowansja-Alpy-Lazurowe Wybrzeże. Utworzony został podczas rewolucji francuskiej 4 marca 1790, a w obecnej formie istnieje od 14 lipca 1860. Departament oznaczony jest liczbą 06.
Według danych na rok 2015 liczba zamieszkującej departament ludności wynosi 1 082 440 os. (252 os./km²); powierzchnia departamentu to 4299 km². Ośrodkiem administracyjnym (prefekturą) departamentu jest Nicea.
Przewodniczącym rady departamentu od września 2017 jest Charles-Ange Ginésy z partii republikańskiej, a prefektem od 2016 Georges-François Leclerc. 

## Podział administracyjny
Departament dzieli się na dwa okręgi: Grasse i Nicea. Przed reformą administracyjną z 2015 w skład departamentu wchodziły 52 kantony (19 w okręgu Grasse i 33 w okręgu Nicea), od tego roku liczba kantonów zmniejszyła się do 27. Liczba gmin wynosi 163 (lista).

## Miejscowości
Największe miejscowości departamentu (w nawiasach liczba ludności w 2021 roku):

- Nicea (Nice, 348 085)
- Antibes (75 130)
- Cannes (73 255)
- Cagnes-sur-Mer (52 580)
- Grasse (48 323)
- Le Cannet (41 597)
- Saint-Laurent-du-Var (30 941)
- Mentona (Menton, 30 412)
- Vallauris (28 025)
- Mandelieu-la-Napoule (21 561)
- Mougins (19 677)
- Vence (19 415)
- Villeneuve-Loubet (16 779)
- Carros (13 277)
- Valbonne (12 754)
- Beausoleil (12 674)
- Roquebrune-Cap-Martin (12 371)
- Mouans-Sartoux (10 531)
- La Trinité (10 276)
- Biot (9880)
- Peymeinade (8256)
- La Colle-sur-Loup (8084)
- Pégomas (8045)
- Contes (7544)
- Roquefort-les-Pins (7276)
- La Gaude (7133)
- Saint-André-de-la-Roche (5782)
- La Roquette-sur-Siagne (5436)
- Drap (5238)
- Levens (5165)